# Tomasz Pajor
Tomasz Pajor (ur. 13 maja 1948 w Łodzi, zm. 1 marca 2012) – polski prawnik, doktor habilitowany nauk prawnych, cywilista, adwokat.

## Życiorys
W 1969 ukończył studia prawnicze na Wydziale Prawa Uniwersytetu Łódzkiego i rozpoczął pracę jako asystent w Katedrze Prawa Cywilnego na tym Wydziale. Stopień doktora uzyskał w 1978 na podstawie pracy pt. Odpowiedzialność dłużnika za niewykonanie zobowiązania. Habilitował się w 1989 na podstawie dorobku naukowego oraz rozprawy pt. Odpowiedzialność deliktowa w prawie prywatnym międzynarodowym.
W 1997 został kierownikiem Katedry Prawa Cywilnego na Wydziale Prawa Uniwersytetu Łódzkiego. Był stałym korespondentem „Revue européenne de droit de la consommation”, członkiem „Association Henri Capitant”, „Międzynarodowej Akademii Prawa Porównawczego”, „European Consumer Law Group” czy „Group Européen du droit international privé”. Od 1994 roku zasiadał w Zespole Ekspertów do spraw dostosowania prawa polskiego przy Komitecie Integracji Europejskiej, a od 2003 roku w Komisji Kodyfikacyjnej Prawa Cywilnego przy Ministrze Sprawiedliwości. Brał udział w wielu międzynarodowych programach badawczych.